# 1970-es labdarúgó-világbajnokság-selejtező (UEFA – 7. csoport)
Az 1970-es labdarúgó-világbajnokság európai 7. selejtezőcsoportjának mérkőzéseit, és a csoport végeredményét tartalmazó lapja. A csoportban körmérkőzéses, oda-visszavágós rendszerben játszottak egymással a labdarúgó-válogatottak. A selejtezőket 1968. május 19. és 1969. november 5. között rendezték. A csoport győztese automatikus résztvevője lett az 1970-es labdarúgó-világbajnokságnak.
A csoportban Ausztria, Ciprus, az NSZK és Skócia szerepelt.
Az NSZK jutott ki az 1970-es világbajnokságra.

## Tabella
| Hely. | Csapat   | M | Gy | D | V | G+ | G– | Gk  | P  | Továbbjutás                          |     | Nyugat-Németország | Skócia | Ausztria | Ciprusi Köztársaság |
| ----- | -------- | - | -- | - | - | -- | -- | --- | -- | ------------------------------------ | --- | ------------------ | ------ | -------- | ------------------- |
| 1.    | NSZK     | 6 | 5  | 1 | 0 | 20 | 3  | +17 | 11 | Kijutott az 1970-es világbajnokságra |     | —                  | 3–2    | 1–0      | 12–0                |
| 2.    | Skócia   | 6 | 3  | 1 | 2 | 18 | 7  | +11 | 7  |                                      |     | 1–1                | —      | 2–1      | 8–0                 |
| 3.    | Ausztria | 6 | 3  | 0 | 3 | 12 | 7  | +5  | 6  |                                      | 0–2 | 2–0                | —      | 7–1      |                     |
| 4.    | Ciprus   | 6 | 0  | 0 | 6 | 2  | 35 | −33 | 0  |                                      | 0–1 | 0–5                | 1–2    | —        |                     |

## Mérkőzések
| 1968. május 19. |

| Ausztria                                                        | 7–1         | Ciprus            |
| --------------------------------------------------------------- | ----------- | ----------------- |
| Hof 4' (11-esből) 42' 53' 68' 76' (11-esből) Redl 25' Siber 73' | Jegyzőkönyv | Kantziliérisz 47' |

| Práter Stadion, Bécs Nézőszám: 27 171 Játékvezető: Bíróczky János (magyar) |

| 1968. október 13. |

| Ausztria | 0–2         | NSZK                                |
| -------- | ----------- | ----------------------------------- |
|          | Jegyzőkönyv | Müller 16' Eigenstiller 51' (öngól) |

| Práter Stadion, Bécs Nézőszám: 67 115 Játékvezető: Stanisław Eksztajn (lengyel) |

| 1968. november 6. |

| Skócia             | 2–1         | Ausztria  |
| ------------------ | ----------- | --------- |
| Law 8' Bremner 75' | Jegyzőkönyv | Starek 3' |

| Hampden Park, Glasgow Nézőszám: 80 856 Játékvezető: Curt Liedberg (svéd) |

| 1968. november 23. |

| Ciprus | 0–1         | NSZK       |
| ------ | ----------- | ---------- |
|        | Jegyzőkönyv | Müller 90' |

| GSZP Stadion, Nicosia Nézőszám: 6080 Játékvezető: Alexandru Pirvu (román) |

| 1968. december 11. |

| Ciprus | 0–5         | Skócia                                   |
| ------ | ----------- | ---------------------------------------- |
|        | Jegyzőkönyv | Gilzean 5' 35' Murdoch 25' 43' Stein 44' |

| GSZP Stadion, Nicosia Nézőszám: 5895 Játékvezető: Paul Bonett (máltai) |

| 1969. április 16. |

| Skócia      | 1–1         | NSZK       |
| ----------- | ----------- | ---------- |
| Murdoch 85' | Jegyzőkönyv | Müller 39' |

| Hampden Park, Glasgow Nézőszám: 95 951 Játékvezető: Juan Gardeazabal (spanyol) |

| 1969. április 19. |

| Ciprus           | 1–2         | Ausztria           |
| ---------------- | ----------- | ------------------ |
| Efthimiádisz 89' | Jegyzőkönyv | Kreuz 27' Redl 55' |

| GSZP Stadion, Nicosia Nézőszám: 5247 Játékvezető: Georgi Ruszev (bolgár) |

| 1969. május 10. |

| NSZK       | 1–0         | Ausztria |
| ---------- | ----------- | -------- |
| Müller 88' | Jegyzőkönyv |          |

| Städtisches Stadion, Nürnberg Nézőszám: 69 892 Játékvezető: Radoslav Fiala (csehszlovák) |

| 1969. május 17. |

| Skócia                                                                          | 8–0         | Ciprus |
| ------------------------------------------------------------------------------- | ----------- | ------ |
| Gray 15' McNeill 25' Stein 28' 49' 59' 67' Henderson 70' Gemmell 76' (11-esből) | Jegyzőkönyv |        |

| Hampden Park, Glasgow Nézőszám: 39 095 Játékvezető: Peter Coates (ír) |

| 1969. május 21. |

| NSZK                                                                                    | 12–0        | Ciprus |
| --------------------------------------------------------------------------------------- | ----------- | ------ |
| Müller 3' 44' 48' 85' Overath 5' 12' 63' Haller 17' 46' Lorenz 40' Held 41' Höttges 51' | Jegyzőkönyv |        |

| Georg-Melches-Stadion, Essen Nézőszám: 36 036 Játékvezető: Jacques Colling (luxemburgi) |

| 1969. október 22. |

| NSZK                              | 3–2         | Skócia                   |
| --------------------------------- | ----------- | ------------------------ |
| Fichtel 37' Müller 59' Libuda 79' | Jegyzőkönyv | Johnstone 3' Gilzean 62' |

| Volksparkstadion, Hamburg Nézőszám: 72 000 Játékvezető: Gilbert Droz (svájci) |

| 1969. november 5. |

| Ausztria     | 2–0         | Skócia |
| ------------ | ----------- | ------ |
| Redl 15' 52' | Jegyzőkönyv |        |

| Prater Stadion, Bécs Nézőszám: 10 091 Játékvezető: Karlo Kruasvili (szovjet) |